# Glochidion ellipticum
Espèce
Synonymes
- Bradleia wightiana Wall.[1]
- Diasperus assamicus (Müll.Arg.) Kuntze[1]
- Diasperus malabaricus (Müll.Arg.) Kuntze[1]
- Diasperus wightianus Kuntze[1]
- Glochidion assamicum (Müll.Arg.) Hook.f.[1]
- Glochidion balakrishnanii Jothi & al.[1]
- Glochidion diversifolium Bedd.[1]
- Glochidion ellipticum var. wightiana (Müll.Arg.) Hook.[1]
- Glochidion malabaricum (Müll.Arg.) Bedd.[1]
- Phyllanthus assamicus Müll.Arg.[1]
- Phyllanthus diversifolius var. longifolius Müll.Arg.[1]
- Phyllanthus malabaricus Müll.Arg.[1]

Glochidion ellipticum est une espèce de plantes à fleurs de la famille des Phyllanthaceae.

## Liste des variétés
Selon Tropicos (10 avril 2019) (Attention liste brute contenant possiblement des synonymes) :
- variété Glochidion ellipticum var. ralphii generic GAMBEL
- variété Glochidion ellipticum var. wightiana (Müll. Arg.) Hook.
- variété Glochidion ellipticum var. wightianum (Müll. Arg.) Hook.

## Publication originale
- Icones Plantarum Indiae Orientalis 5: , pl. 1906. 1852.